# 2006年9月逝世人物列表
2006年逝世人物列表：1月 - 2月 - 3月 - 4月 - 5月 - 6月 - 7月 - 8月 - 9月 - 10月 - 11月 - 12月
2006年9月逝世人物列表，是用於匯總2006年9月期間逝世人物的列表。

## 依日期排序

### 1日
- 湯米·切斯布羅（Tommy Chesbro），66歲，美國摔跤手和教練（奧克拉荷馬州立大學），心臟病發作。[1]
- 德克薩斯州州長約翰·康納利（John Connally）的美國遺孀內莉·康納利（Nellie Connally），87歲，在約翰·甘迺迪遇刺時共用一輛車。[2]
- 阿尼爾·庫瑪律·杜塔（Anil Kumar Dutta），73歲，印度藝術家，創意藝術學院創始人。
- György Faludy，95歲，匈牙利詩人、作家和翻譯家。[3]
- 拉昔德·迈丁（Rashid Maidin），89歲，馬來西亞共產黨領導人。[4]
- 羅納德·曼斯布裡奇（Ronald Mansbridge），100歲，英國出生的美國出版商，創立了劍橋大學出版社的第一家美國分店。[5]
- 理查·弗雷文·馬丁，88歲，英國戰鬥機飛行員和試飛員。[6]
- 沃倫·米托夫斯基（Warren Mitofsky），72歲，美國民意調查員，出口民意調查的建立者，心力衰竭。[7]
- 鮑勃·奧康納（Bob O'Connor），61歲，美國賓夕法尼亞州匹茲堡市市長，腦癌。[8]
- Travis I. Payze，60歲，澳大利亞足球運動員，前列腺癌。[9]
- 凱芬·威廉姆斯爵士，88歲，威爾士藝術家，肺癌和前列腺癌。[10]
- Pierre Monichon，80歲，法國音樂學家和Harmoneon的發明者。

### 2日
- 鮑勃·馬蒂亞斯（Bob Mathias），75歲，美國十項全能運動員，兩屆奧運會金牌得主，美國眾議員，癌症。[11]
- 89歲的美國體操運動員德福雷斯特·莫斯特（Deforrest Most）説明建立了肌肉海灘（Muscle Beach），心力衰竭。[12]
- Willi Ninja，45歲，美國舞蹈家和編舞家，愛滋病。[13]
- 克萊蒙·佩平（Clermont Pépin），80歲，加拿大作曲家，肝癌。[14]
- 西爾維里奧·佩雷斯（Silverio Pérez），91歲，墨西哥鬥牛士，腎病。[15]
- 萊昂內爾·皮克林（Lionel Pickering），74歲，英國商人，德比郡主席，癌症。[16]
- 方谨顺，61歲，新加坡抽象藝術家，肺癌患者。[17]
- 杜威·雷德曼（Dewey Redman），75歲，美國爵士薩克斯管演奏家，約書亞·雷德曼（Joshua Redman）的父親，肝衰竭。[18]
- 蒙蒂·斯蒂克爾斯（Monty Stickles），68歲，美式橄欖球運動員（三藩市49人隊），心力衰竭。[19]
- 查理·威廉姆斯（Charlie Williams），77歲，英國喜劇演員和足球運動員（唐卡斯特流浪者），帕金森病。[20]
- 薩希布扎達·穆罕默德·伊沙克·扎法爾，61歲，巴基斯坦政治家，心臟病發作。[21]

### 3日
- 弗朗索瓦絲·克勞斯特（Françoise Claustre），69歲，法國民族學家和考古學家。[22]
- 列維·福克斯（Levi Fox），92歲，英國環保主義者和歷史學家，莎士比亞出生地信託基金會主任。[23]
- 伊恩·哈默（Ian Hamer），73歲，英國爵士小號手。[24]
- Eva Knardahl，79歲，挪威古典鋼琴家。[25]
- 安娜瑪麗·溫德爾（Annemarie Wendl），91歲，德國女演員，心力衰竭。[26]

### 4日
- Rémy Belvaux，38歲，比利時作家、電影製片人和導演（《人咬狗》），自殺。[27]
- 英格麗德·比約納（Ingrid Bjoner），78歲，挪威女高音。[28]
- 約翰·孔特（John Conte），90歲，美國演員，創立了KMIR電視台，自然事業。[29]
- Giacinto Facchetti，64歲，義大利足球運動員，癌症。[30]
- James Fee，56歲，美國攝影師，肝癌。[31]
- 馬克·安東尼·格雷厄姆（Mark Anthony Graham），33歲，加拿大奧運選手和士兵，友軍火力。[32]
- 史帝夫·厄文（Steve Irwin），44歲，澳大利亞博物學家（鱷魚獵人），被黃貂魚倒鉤刺傷胸部。[33]
- Khadaffy Janjalani，31歲，菲律賓激進分子，阿布沙耶夫領導人，被槍殺。[34]
- 摩西·庫馬婁（Moses Khumalo），26歲，南非爵士薩克斯管演奏家，南非音樂獎最佳新人獎（2002年），上吊自殺。[35]
- Clive Lythgoe，79歲，英國鋼琴家。[36]
- 科林·蒂勒（Colin Thiele），85歲，澳大利亞兒童作家，心力衰竭。[37]
- 阿斯特麗德·瓦爾奈（Astrid Varnay），88歲，美國女高音。[38]

### 5日
- 邁克爾·大衛斯爵士，85歲，英國法學家。[39]
- 安妮·格雷格（Anne Gregg），66歲，英國電視節目主持人（假日），癌症。[40]
- Gösta Löfgren，83歲，瑞典足球運動員。[41]
- 希拉蕊·梅森（Hilary Mason），89歲，英國角色女演員。[42]
- 約翰·麥克盧斯基（John McLusky），83歲，英國漫畫家（詹姆斯·邦德）。[43]
- J. Bazzel Mull，91歲，美國基督教傳教士和福音音樂推廣者。[44]

### 6日
- 沃倫·博爾斯特（Warren Bolster），59歲，美國衝浪和滑板攝影師，被槍殺。[45]
- 約翰·德拉蒙德爵士（Sir John Drummond），71歲，英國廣播公司（BBC）第三台和逍遙舞會（The Proms）的英國總監。[46]
- 洛維特·喬治（Lovette George），44歲，美國百老匯劇院歌手和演員，卵巢癌。[47]
- 彼得·格雷諾（Peter Greenough），89歲，美國金融專欄作家（《波士頓環球報》），貝弗利·西爾斯（Beverly Sills）的丈夫，長期患病。[48]
- 彼得·海德曼（Peter Hyndman），64歲，加拿大政治家和律師，癌症。[49]
- 戈登·曼寧（Gordon Manning），89歲，美國電視記者（NBC和CBS），心臟病發作。[50]
- 邁克爾·馬歇爾爵士，76歲，英國政治家，阿倫德爾議員（1974-1997），奇賈斯特節日劇院主席。[51]
- 穆罕默德·塔哈·穆罕默德·艾哈邁德（Mohammed Taha Mohammed Ahmed），約50歲，蘇丹報紙編輯，被斬首。[52]
- 阿迦·沙希（Agha Shahi），86歲，巴基斯坦外交官兼外交部長，心臟病發作。[53]
- 馬克·賴特（Mark Wright），27歲，英國士兵，追授喬治十字勳章。[54]

### 7日
- Efraim Allsalu，77歲，愛沙尼亞畫家。[55]
- 諾曼·布萊克洛克爵士，78歲，英國醫生，女王的醫務官（1976-1993）。[56]
- Clem Coetzee，67歲，辛巴威環保主義者，心臟病發作。[57]
- 詹姆斯·德安達（James deAnda），81歲，美國律師和聯邦法官，埃爾南德斯訴德克薩斯州案法律團隊的一員，前列腺癌。[58]
- 豪爾赫·迪·吉安多梅尼科（Jorge di Giandoménico），75歲，阿根廷奧運射擊運動員。[59]
- 瓊·唐納森（Joan Donaldson），60歲，CBC新聞世界電視網的美國創始負責人，受傷併發症。[60]
- 斯蒂芬·埃格頓爵士，74歲，英國外交官，駐義大利大使（1989-1992）。[61]
- 詹姆斯·霍桑（James Hawthorne），74歲，英國廣播公司（BBC）駐北愛爾蘭的英國控制者（1979-1989）。[62]
- 羅伯特·厄爾·鐘斯，96歲，美國演員，詹姆斯·厄爾·瓊斯的父親。[63]
- 羅納德·聖約翰·麥克唐納（Ronald St. John Macdonald），78歲，加拿大法律學者和法學家。[64]
- 科尼利厄斯·奧利里（Cornelius O'Leary），78歲，愛爾蘭歷史學家。[65]
- John M. Watson，69歲，美國爵士音樂家和演員，非霍奇金淋巴瘤。[66]

### 8日
- 希爾達·伯恩斯坦（Hilda Bernstein），99歲，英國出生的南非作家和反種族隔離活動家，心力衰竭。[67]
- 彼得·布魯克（Peter Brock），61歲，澳大利亞房車賽車手，車禍。[68]
- 威廉·哈珀（William Harper），90歲，羅得西亞政治家[69]
- 湯瑪斯·李·賈奇，71歲，美國蒙大拿州州長（1973-1981），肺纖維化。[70]
- 弗蘭克·米德爾馬斯（Frank Middlemass），87歲，英國角色演員（《時光流逝》）。[71]
- Erk Russell，80歲，美國大學橄欖球教練（喬治亞大學，喬治亞南方大學），中風。[72]
- 弗雷德·斯皮斯（Fred Spiess），86歲，美國海洋學家和海洋探險家，癌症。[73]

### 9日
- 熱拉爾·布拉赫（Gérard Brach），79歲，法國編劇（《無所畏懼的吸血鬼殺手》《玫瑰之名》），癌症。[74]
- 克雷爾·伯格納（Clair Burgener），84歲，美國加利福尼亞州眾議員（1973-1983），阿爾茨海默病併發症。[75]
- 馬特·加茲比（Matt Gadsby），27歲，英國足球運動員（欣克利聯隊），ARVC。[76]
- 埃米莉·蒙多爾（Émilie Mondor），25歲，加拿大奧運長跑運動員，車禍。[77]
- 伊莉莎白·奧格爾維（Elisabeth Ogilvie），89歲，美國作家。[78]
- 赫伯特·拉德利（Herbert Rudley），95歲，美國演員。[79]
- Keshavram Kashiram Shastri，101歲，VHP的印度創始人，自然原因。[80]
- 小威廉·伯納德·齊夫（William Bernard Ziff， Jr.），76歲，美國出版業大亨，前列腺癌。[81]

### 10日
- Ernestine Bayer，97歲，美國賽艇運動員，肺炎併發症。[82]
- 帕蒂·伯格（Patty Berg），88歲，美國高爾夫先驅，LPGA創始人，阿爾茨海默病併發症。[83]
- James C. Hickman，79歲，美國精算師和學術管理人員，威斯康星大學麥迪遜商學院院長（1985-1990）。[84]
- 約翰·約翰斯頓爵士，84歲，英國朝臣，張伯倫勳爵辦公室主計長（1981-1987）。[85]
- 拉曼拉爾·喬希（Ramanlal Joshi），80歲，印度文學評論家和編輯。[86]
- 梅蘭妮·洛馬克斯（Melanie Lomax），56歲，美國民權律師，洛杉磯警察局長前主席，車禍。[87]
- 泰德·裡森胡佛，71歲，美國奧克拉荷馬州眾議員（1975-1979）。[88]
- 本尼·史密斯（Bennie Smith），72歲，美國藍調吉他手，心臟病發作。[89]
- 丹尼爾·韋恩·史密斯，20歲，美國演員，安娜·妮可·史密斯的兒子，吸毒過量。[90]
- 陶法阿豪·圖普四世，88歲，湯加王室成員，湯加國王，病后。[91]

### 11日
- 威廉·奧爾德，81歲，英國詩人、作家和世界語的支援者。[92]
- 彼得·克倫佐斯（Peter Clentzos），97歲，美國出生的希臘1932年夏季奧運會撐桿跳運動員。[93]
- 派特·科利（Pat Corley），76歲，美國演員（墨菲·布朗（Murphy Brown），《不顧一切》，《希爾街藍調》（Hill Street Blues），心力衰竭。[94]
- 亞諾斯·德瓦伊（János Dévai），66歲，匈牙利奧運自行車運動員。[95]
- Solange Fernex，法國生態學家和綠色政治家。[96]
- 約阿希姆·費斯特（Joachim Fest），79歲，德國歷史學家和記者。[97]
- 約瑟夫·海耶斯（Joseph Hayes），88歲，美國作家（《絕望時刻》）。[98]
- Johannes Bob van Benthem，85歲，荷蘭律師，歐洲專利局第一任局長（1977-1985）。[99]

### 12日
- 约翰·邓肯（John S.R. Duncan），85歲，英國外交官。[100]
- 雷蒙德·邁克塞爾（Raymond Mikesell），93歲，布雷頓森林會議的美國經濟學家。[101]
- 23歲的艾米麗·佩雷斯（Emily Perez）是美國第一位在戰鬥中喪生的非裔美國陸軍女軍官，她使用簡易爆炸裝置。[102]
- 克雷格·羅伯茨（Craig Roberts），38歲，加拿大奧運摔跤手。[103]
- 比爾·索爾（Bill Saul），65歲，美式橄欖球運動員（匹茲堡鋼人隊），癌症。[104]
- 埃德娜·斯塔布勒（Edna Staebler），100歲，加拿大食譜和非小說作家，中風。[105]

### 13日
- 布萊恩·比金斯（Brian Biggins），66歲，英格蘭足球運動員（切斯特城）。[106]
- 切薩雷·巴爾貝蒂（Cesare Barbetti），75歲，義大利演員和配音演員。[107]
- 道格拉斯·多茲-派克爵士（Sir Douglas Dodds-Parker），97歲，英國保守黨大臣和戰時國有企業官員。[108]
- 克裡斯托弗·埃塞克斯（Christopher Essex），61歲，澳大利亞時裝設計師，癌症。[109]
- N. V. Krishnaiah，76歲，印度政治家。[110]
- Ann Richards，73歲，美國德克薩斯州州長（1991-1995），食道癌。[111]
- 彼得·特維斯（Peter Tevis），69歲，美國音樂家，帕金森病。[112]

### 14日
- 諾曼·布魯克斯（Norman Brooks），78歲，加拿大歌手，艾爾·喬爾森（Al Jolson）模仿者，肺氣腫。[113]
- 西尔维乌·布鲁坎（Silviu Brucan），90歲，羅馬尼亞駐美國大使，尼古拉·齊奧塞斯庫（Nicolae Ceauşescu）的反對者。[114]
- 伊莉莎白·蔡（Elizabeth Choy），95歲，新加坡戰爭女英雄，第一位女立法會議員，胰腺癌。[115]
- Miklós Hargitay，80歲，匈牙利前環球先生和演員，Jayne Mansfield的前夫，Mariska Hargitay的父親。[116]
- J. William Kime，72歲，美國前海岸警衛隊司令。[117]
- 41歲的俄羅斯中央銀行第一副主席安德列·科茲洛夫（Andrey Kozlov）被槍殺。[118]
- Peter Ling，80歲，英國電視編劇，《十字路口》的創作者。[119]
- 保羅·馬克斯（Paulo Marques），58歲，巴西記者和主持人，腦癌。[120]
- 埃斯梅·梅爾維爾（Esme Melville），87歲，澳大利亞影視女演員。[121]
- 特裡·奧沙利文（Terry O'Sullivan），91歲，美國電視演員（《尋找明天》），胰腺癌。[122]
- 約翰尼·帕爾默（Johnny Palmer），88歲，美國高爾夫球手，七次PGA巡迴賽冠軍。[123]
- 弗雷德里克·韋克曼（Frederic Wakeman），68歲，美國中國歷史學者。[124]

### 15日
- 雷蒙德·巴克斯特（Raymond Baxter），84歲，英國電視節目主持人（明日世界）。[125]
- 奧麗安娜·法拉奇（Oriana Fallaci），77歲，義大利記者和作家，乳腺癌患者。[126]
- 海地陸軍上校蓋伊·弗朗索瓦（Guy François）參加了1989年和2001年的未遂政變。[127]
- 查理斯·格蘭特（Charles L. Grant），64歲，美國恐怖和科幻小說作家，心臟病發作。[128]
- 道格拉斯·亨德森（Douglas Henderson），71歲，英國政治家。[129]
- 唐納德·金博爾（Donald Kimball），62歲，美國解職羅馬天主教神父，因性虐待醜聞被定罪。[130]
- Nitun Kundu，70歲，孟加拉國藝術家和雕塑家。[131]
- David T. Lykken，78歲，美國心理學教授（明尼蘇達大學）。[132]
- Abe Saffron，86歲，澳大利亞夜總會老闆和房地產開發商。[133]
- 巴勃羅·桑托斯（Pablo Santos），19歲，墨西哥演員（來自圖森的問候），飛機失事。[134]
- 塞爾吉奧·薩瓦雷斯（Sergio Savarese），48歲，義大利傢具設計師，飛機失事。[135]
- 梅雷迪思·斯林（Meredith Thring），90歲，英國工程師。[136]

### 16日
- 約翰·艾倫，80歲，美國奧運運動員。[137]
- 斯滕·安德森，83歲，瑞典外交大臣（1985-1991）和社會事務大臣（1982-1985），心臟病發作。[138]
- 弗洛德·庫里（Floyd Curry），81歲，加拿大四屆斯坦利杯冠軍（蒙特利爾加拿大人）。[139]
- 乔治·埃斯特曼（George Estman），84歲，南非奧運自行車運動員。[140]
- E. H. H. Green，47歲，英國歷史學家，多發性硬化症。[141]
- Zsuzsa Körmöczy，82歲，匈牙利網球運動員和教練，1958年法國錦標賽冠軍。[142]
- 埃絲特·馬丁內斯（Esther Martinez），94歲，美國特瓦（Tewa）講故事的人和語言學家，車禍。[143]
- Fouad el-Mohandes，82歲，埃及喜劇演員，心力衰竭。[144]

### 17日
- 傑克·班塔，81歲，美國職業棒球大聯盟球員（布魯克林道奇隊）。[145]
- 艾爾·凱西（Al Casey），89歲，美國搖滾和鄉村音樂吉他手。[146]
- 喬治·赫斯洛普，66歲，英格蘭足球運動員（曼城）。[147]
- 派特裡夏·甘迺迪·勞福德（Patricia Kennedy Lawford），82歲，美國社交名媛，約翰·甘迺迪（John F. Kennedy）的妹妹，演員彼得·勞福德（Peter Lawford）的前妻，肺炎。[148]
- 納撒尼爾·盧貝爾（Nathaniel Lubell），90歲，美國奧運擊劍運動員和藝術家。[149]
- 愛德華·D·雷（Edward D. Re），85歲，美國律師和法官。[150]
- 萊昂內拉·斯戈爾巴蒂（Leonella Sgorbati），65歲，義大利修女，被槍殺。[151]
- 曾我部和恭，58歲，日本動漫配音演員（美少女戰士，龍珠）。[152]
- 多蘿西·斯特拉頓（Dorothy C. Stratton），107歲，美國海岸警衛隊婦女預備役第一任主任。[153]

### 18日
- 肖恩·克蘭西（Seán Clancy），105歲，愛爾蘭最年長的獨立戰爭老兵。[154]
- 愛德華·金（Edward J. King），81歲，美國馬薩諸塞州州長（1979-1983）。[155]
- 菲力浦·H·梅蘭森（Philip H. Melanson），61歲，美國學者，暗殺專家，癌症專家。[156]
- 尼爾頓·佩雷拉·門德斯，30歲，巴西足球運動員，心臟病發作。[157]
- 利奧·納夫拉蒂爾（Leo Navratil），85歲，奧地利精神病學家。[158]
- Syd Thrift，77歲，匹茲堡海盜隊和巴爾的摩金鶯隊的美國總經理。[159]

### 19日
- 伊莉莎白·艾倫（Elizabeth Allen），77歲，美國女演員（《多諾萬的礁石》（Donovan's Reef）、《我聽到華爾茲嗎？》（Do I Hear a Waltz？）、《傑基·格裡森秀》（The Jackie Gleason Show）。[160]
- 丹尼·弗洛雷斯（Danny Flores），77歲，美國薩克斯管演奏家和歌手（The Champs），肺炎。[161]
- 喬·格雷澤（Joe Glazer），88歲，美國創作歌手。[162]
- 瑪莎·福爾摩斯（Martha Holmes），83歲，美國生活攝影師，自然原因。[163]
- 休·卡瓦魯爵士（Sir Hugh Kawharu），79歲，紐西蘭學者和毛利人領袖。[164]
- Vico Magistretti，86歲，義大利建築師和設計師。[165]
- 曼努埃爾·明丹·馬內羅（Manuel Mindán Manero），103歲，西班牙哲學家和牧師，自然原因。[166]
- Roy Schuiten，55歲，荷蘭田徑和公路賽車手。[167]
- 特裡·史密斯（Terry Smith），47歲，澳大利亞足球運動員（里士滿，聖基爾達），癌症。[168]

### 20日
- 范春隱，78歲，越南記者，越南戰爭期間的北越間諜，肺氣腫。[169]
- 克拉伦斯·希尔（Clarence Hill），48歲，美國被定罪的殺人犯，被注射死刑。[170]
- Henri Jayer，84歲，法國釀酒師。[171]
- 阿明·喬丹（Armin Jordan），74歲，瑞士指揮家。[172]
- 貝絲·萊文（Beth Levine），91歲，美國鞋履設計師。[173]
- Sven Nykvist，83歲，瑞典電影攝影師（《哭泣與耳語》、《范妮和亞歷山大》、《不能承受的生命之輕》），奧斯卡獎得主（1974年、1984年）。[174]
- 约翰·彼得森（John W. Peterson），84歲，美國福音讚美詩作者，癌症患者。[175]
- 莉蓮·羅賓遜（Lillian Robinson），65歲，美國婦女研究教授（康考迪亞大學）。[176]
- Don Walser，72歲，美國鄉村歌手和約德爾人，糖尿病併發症。[177]
- 渾水，83歲，美國大學橄欖球教練（密歇根州立大學）。[178]
- 迪恩·伍爾德裡奇（Dean Wooldridge），93歲，美國物理學家，TRW聯合創始人。[179]

### 21日
- Boz Burrell，60歲，英國貝斯手和歌手（Bad Company，King Crimson），心臟病發作。[180]
- 瑪格麗特·埃克波（Margaret Ekpo），92歲，奈及利亞政治家和女權活動家。[181]
- 艾倫·弗萊徹（Alan Fletcher），75歲，英國平面設計師。[182]
- 吉伯特·喬納斯（Gilbert Jonas），76歲，美國有色人種協進會（NAACP）籌款人。[183]
- 查理斯·拉爾森（Charles Larson），86歲，美國電視編劇和艾美獎提名製片人（聯邦調查局）。[184]
- 查理斯·裡斯（Charles Rees），78歲，英國化學家。[185]

### 22日
- 愛德華·阿爾伯特（Edward Albert），55歲，美國演員（《蝴蝶自由》《查理斯港》《超能遊俠》《時間部隊》），肺癌。[186]
- Carla Benschop，56歲，荷蘭籃球運動員。[187]
- 湯米·加內特（Tommy Garnett），91歲，英國出生的澳大利亞板球運動員和教育家。[188]
- 恩里克·戈里亞蘭·梅洛（Enrique Gorriarán Merlo），64歲，阿根廷革命家和遊擊隊領袖，因腹主動脈瘤心臟驟停。[189]
- 湯米·奧利文西亞（Tommy Olivencia），64歲，波多黎各薩爾薩歌手和樂隊領隊。[190]
- 瑪麗·奧爾（Mary Orr），95歲，美國作家，她的故事《夏娃的智慧》（The Wisdom of Eve）啟發了電影《關於夏娃的一切》（All About Eve）。[191]

### 23日
- 瑪律科姆·阿諾德爵士（Sir Malcolm Arnold），84歲，英國電影配樂作曲家（《桂河大橋》），奧斯卡獎得主（1958年），胸部感染。[192]
- 埃塔·貝克（Etta Baker），93歲，美國皮埃蒙特藍調吉他手。[193]
- 查理斯·卡特勒爵士，88歲，澳大利亞新南威爾士州副總理（1965-1975），癌症。[194]
- Aladár Pege，67歲，匈牙利爵士音樂家。[195]
- 蒂姆·魯尼（Tim Rooney），59歲，美國演員，米奇·魯尼（Mickey Rooney）的兒子，皮肌炎。[196]

### 24日
- 約翰·博斯科維奇（John S. Boskovich），49歲，美國藝術家和編劇（《沒有你，我什麼都不是》）。[197]
- 喬爾·布羅伊希爾（Joel Broyhill），86歲，佛吉尼亞州美國共和黨眾議員（1953-1975），心力衰竭和肺炎。[198]
- 邁克爾·弗格森（Michael Ferguson），53歲，愛爾蘭共和黨政治家，睾丸癌。[199]
- 莎莉·格雷（Sally Gray），90歲，英國女演員。[200]
- 瓊·哈徹（Joan Hatcher），82歲，紐西蘭板球運動員。[201]
- 本·赫普納（Ben Heppner），63歲，加拿大政治家，骨癌。[202]
- 帕德米尼，74歲，泰米爾語、馬拉雅拉姆文、印地語、泰盧固語和卡納達語電影中的印度女演員，心臟病發作。[203]
- 派翠克·奎因（Patrick Quinn），56歲，美國演員，演員權益協會主席（2000-2006），心臟病發作。[204]
- 湯瑪斯·斯圖爾特（Thomas Stewart），78歲，美國男低音歌劇歌手。[205]
- 丹波哲郎，84歲，日本演員。[206]
- 亨利·湯森（Henry Townsend），96歲，美國藍調吉他手，鋼琴家和詞曲作者，肺水腫。[207]

### 25日
- 65歲的阿富汗婦女權利宣導者薩菲亞·艾哈邁德-揚（Safia Ahmed-jan）被槍殺。[208]
- 奧瑪律·法魯克（Omar al-Faruq），35歲，科威特基地組織高級成員，被槍殺。[209]
- 傑夫·庫珀（Jeff Cooper），86歲，美國小型武器專家。[210]
- 莫琳·戴利（Maureen Daly），85歲，美國作家（《第十七個夏天》）。[211]
- 約翰·M·福特（John M. Ford），49歲，美國科幻小說和奇幻作家，自然原因。[212]
- 維傑·辛格爵士（Sir Vijay Singh），75歲，印度裔斐濟律師和政治家，癌症。[213]
- 伊恩·坦南特爵士（Sir Iain Tennant），87歲，蘇格蘭商人和公務員。[214]
- 大都會維塔利·烏斯季諾夫（Vitaly Ustinov），96歲，俄羅斯境外俄羅斯東正教教會的第一任教長（1985-2001）。[215]

### 26日
- 格哈德·貝倫特（Gerhard Behrendt），77歲，德國Sandmännchen兒童電視角色的發明者。[216]
- 朱塞佩·本納蒂（Giuseppe Bennati），85歲，義大利電影導演。[217]
- 勞倫斯·喬納森·科恩（Laurence Jonathan Cohen），83歲，英國哲學家。[218]
- 戶栗郁子（Iva Toguri D'Aquino），90歲，日裔美國人，被定罪，後來被赦免為二戰宣傳家“東京玫瑰”。[219]
- 菲勒普·米哈伊，70歲，匈牙利奧運擊劍運動員。[220]
- 拜伦·尼尔森（Byron Nelson），94歲，美國職業高爾夫球手。[221]
- 菲力浦·蘭德爾爵士，80歲，英國生物化學家。[222]
- 馬丁·羅斯爵士（Sir Martin Roth），88歲，出生於匈牙利的英國皇家精神病學家學院院長。[223]
- 約翰·薩利斯（John Salisse），80歲，英國商人和魔術師。[224]
- 拉爾夫·斯托裡（Ralph Story），86歲，美國電臺廣播員和電視節目主持人（64,000美元挑戰），肺氣腫。[225]

### 27日
- 傑拉爾丁·蓋斯特（Geraldine Guest），83歲，美國棒球運動員（AAGPBL）。[226]
- 威廉·霍維茨（William Horwitz），88歲，美國化學家。[227]
- Helmut Kallmeyer，95歲，德國化學家和Aktion T4肇事者。
- 克雷格·庫西克（Craig Kusick），57歲，美國明尼蘇達雙胞胎隊前一壘手，白血病。[228]
- 亞瑟·馬威克（Arthur Marwick），70歲，英國歷史學家，開放大學第一位歷史學教授。[229]
- 邁克爾·波洛克爵士，89歲，英國海軍上將，第一海軍大臣（1971-1974）。[230]

### 28日
- 喬治·巴爾澤（George Balzer），91歲，傑克·本尼（Jack Benny）廣播和電視節目的美國作家。[231]
- 亞當·柯爾（Adam Curle），90歲，英國學者與和平活動家。[232]
- 詹姆斯·漢密爾頓（James Hamilton），第四代達爾澤爾男爵漢密爾頓（Baron Hamilton of Dalzell），68歲，英國貴族和政治家，癌症。[233]
- Virgil Ierunca，86歲，羅馬尼亞作家。[234]

### 29日
- 羅莎蒙德·卡爾（Rosamond Carr），94歲，美國時尚插畫家，後來成為人道主義者和活動家。[235]
- 比利·莫奇（Billy Mauch），85歲，美國兒童演員和聲音剪輯師。[236]
- Jan Werner Danielsen，30歲，挪威歌手，心力衰竭。[237]
- Gerry Gazzard，81歲，英國足球運動員。[238]
- 沃爾特·哈德利（Walter Hadlee），91歲，紐西蘭板球運動員，中風。[239]
- Louis-Albert Vachon，94歲，加拿大魁北克省名譽大主教。[240]

### 30日
- 伊莎貝爾·比格利（Isabel Bigley），80歲，美國舞臺女演員，托尼獎得主。[241]
- 喬什·格雷夫斯（Josh Graves），79歲，美國藍草多布羅球員。[242]
- 伯特·詹姆斯（Bert James），92歲，澳大利亞政治家，亨特議員（1960-1980）。[243]
- 阿道夫·倫丁（Adolf H. Lundin），73歲，瑞典石油和礦業企業家，白血病。[244]
- 皮諾·姆拉卡爾，99歲，斯洛維尼亞芭蕾舞演員。[245]
- 安德列·施瓦茨-巴特（André Schwarz-Bart），78歲，法國小說家。[246]
- András Sütő，79歲，匈牙利裔羅馬尼亞作家，黑色素瘤。[247]